# Бранко Мамула
Бранко Мамула (Славско Поље, код Вргинмоста, 30. мај 1921 — Тиват, 19. октобар 2021) био је учесник Народноослободилачке борбе, адмирал флоте ЈНА и јунак социјалистичког рада. У периоду од 1979. до 1982. године обављао је дужност Начелника Генералштаба ЈНА, а од 1982. до 1988. године функцију Савезног секретара за народну одбрану СФРЈ.

## Биографија
Бранко Мамула pођен je 30. маја 1921. године у Славском Пољу, у околини Вргинмостa, од оца Михајла и мајке Ђурђије Мамула, рођене Шимулија. Основну школу је завршио у Славском Пољу, четири разреда Реалне гимназије у Глини, а Државну трговачку академију у Карловцу. Ванредно похађајући Трговачку академију, радио је као благајник у једном приватном предузећу. Припадао је напредној омладини, те је крајем 1939. примљен у чланство Савеза комунистичке омладине Југославије (СКОЈ), а 1942. године у чланство Комунистичке партије Југославије (КПЈ). Учесник Народноослободилачког рата је од 1941. године. Године 1942. усташе су му убиле мајку, брата и две сестре.
У току Народноослободилачког рата (НОР) обављао је различите функције. Најпре је био борац и омладински руководилац батаљона Првог кордунашког партизанског одреда, од 23. октобра 1941. до 15. јула 1942. године. Потом је ступио на дужност политичког комесара чете и Другог батаљона Прве бригаде НОВ Хрватске, до 15. новембра 1942, да би након тога обављао дужност политичког комесара Трећег батаљона Петнаесте бригаде Осме кордунашке дивизије НОВЈ. Након погибије политичког комесара Петнаесте кордунашке бригаде Бранка Бекића, налази се на тој позицији, док се фебруара 1943. године није разболео од тифуса. По опоравку, Мамула бива упућен на рад у Штаб Осме кордунашке дивизије.
У мају 1943. постављен је за политичког комесара Официрске школе Главног штаба НОВ и ПО Хрватске и ту је остаје све до италијанске капитулације у септембру 1943. Затим преузима дужност политичког комесара Треће бригаде Осме кордунашке дивизије, која бива појачана и Плашћанским партизанским одредом, како би се одбранила од немачког продора на потезу од Бихаћа према Лици и јадранској обали. Крајем 1943. године, Мамула бива постављен на место политичког комесара Штаба Морнарице за Хрватско приморје (II Поморски обалски сектор), а 1. марта 1945. преузима функцију политичког комесара Поморске команде Северног Јадрана и на њој остаје до 20. августа 1945.

### Послератни период
Из рата излази са чином потпуковника. После ослобођења Југославије, обављао је разне одговорне дужности у Југословенској народној армији (ЈНА). Завршио је Вишу војнопоморску академију ЈНА (као први у рангу 1958), Морнаричко-штабни колеџ (енгл. Naval Staff College) у Великој Британији, Курс оператике Ратне школе ЈНА и Курс виших поморских официра при Морнаричком школском центру у Сплиту.
Био је политички комесар флоте, Војнопоморског школског центра, Пете поморске зоне, Политичке управе Команде Југословенске ратне морнарице (ЈРМ) и Ескадре (1945—1953), да би након укидања функције политичког комесара у ЈНА био постављен на место помоћника команданта за политичко-правне послове. По повратку са школовања у Великој Британији, постаје начелник Оперативног одељења Команде ЈРМ. У периоду од 1960. до 1963. године налазио се у Судану, на месту војног саветника тамошњег Генералштаба. По завршеном Курсу оператике у Ратној школи ЈНА, постаје командант Војнопоморског подручја Пула, а потом и помоћник команданта Четврте армијске области. Три године, од 1967. до 1970, обавља дужност заменика начелника Морнаричке управе у Државном секретаријату за народну одбрану (ДСНО), од 1970. до 1976. начелник је Управе Ратне морнарице, те до 1979. командант Војнопоморске области и помоћник Савезног секретара за народну одбрану СФРЈ, Николе Љубичића. Од 10. јула 1979. до 5. маја 1982. године обављао је функцију Начелника Генералштаба ЈНА. Од 5. маја 1982. до 15. маја 1988. године обављао је функцију Савезног секретара за народну одбрану СФРЈ, након чега је демобилисан.
У првој половини 1949. године, Мамула је требало да буде пребачен из Југословенске армије, а по захтеву Главне политичке управе Министарства народне одбране, на рад у Управу државне безбедности (УДБ), где је требало да преузме функцију начелника Удбе за Хрватско приморје и Истру. Међутим, Мамула је то намештење одбио и на сопствени захтев остао у професионалној војној служби.
Мамула је обављао и високе дужности у Опуномоћству ЦК СКЈ за ЈНА. Налазио се на месту секретара Опуномоћства за ЈРМ од 1953. до 1955, као и за Четврту армијску област од 1964. до 1966. године, а члан до краја његовог постојања. За члана Централног комитета Савеза комуниста Југославије биран је на три партијска конгреса — Једанаестом, Дванаестом и Тринаестом, а на ванредном Четрнаестом конгресу СКЈ био је делегат испред ЈНА. У јесен 1990. године, предводио је с другим високим официрима и генералима ЈНА стварање Савеза комуниста — Покрет за Југославију (СК–ПЈ), с циљем стварања народног фронта за одбрану СФРЈ. С нестанком Југословенске народне армије 20. маја 1992. године, Мамула напушта СК-ПЈ и више се није политички ангажовао. Члан је Друштва за истину о Народноослободилачкој борби и Југославији, авнојевског форума „Јосип Броз Тито“, као и Савеза антифашиста Црне Горе.
Први официрски чин — чин мајора, добио је маја 1943. године. Марта 1945. је унапређен у чин потпуковника а 1946. преведен у морнарицу са чином капетана другог ранга. Од 1950. унапређен је у чин капетана првог ранга. Контра-адмирал је постао 22. децембра 1960, вице-адмирала 22. децембра 1965, а адмирала 22. децембра 1973. године. У чин адмирала флоте унапређен је 22. децембра 1983. године, а 21. децембра 1988. године је пензионисан, као једини официр у Југословенској народној армији који је имао чин адмирала флоте.
До 1991. године живео је у Опатији, али је после проглашења Хрватске независности и почетка грађанског рата, прешао у Београд, у ком са другом супругом живи до 1998. године, када прелазе у Котор. Последње године живота провео је у Сељанову, општина Тиват, у Црној Гори.
Преминуо је 19. октобра 2021. године у Тивту, од последица корона вируса, у својој 101. години. Сахрањен је на Градском гробљу Брдишта у Тивту.
Године 2000. је у Подгорици објавио књигу „Случај Југославија“. Аутор је још неколико књига и стручних студија и чланака. За свој рад добио је годишњу награду америчког стручног морнаричког часописа US Navy Proceedings за 1973. годину.
У партизанима се 1944. године оженио првом супругом, Златом (1925—1992), борцем 19. севернодалматинске дивизије, са којом има два сина, а 1994. године оженио се другом супругом, Мирјаном Јакелић.

## Признања и одликовања
Носилац је Партизанске споменице 1941. и многобројних југословенских одликовања. Орденом јунака социјалистичког рада одликован је 22. децембра 1985. године.
Од југословенских одликовања којима је одликован су и — Орден југословенске звезде с лентом, Орден братства и јединства са златним венцем, Орден народне армије са ловоровим венцем, два Ордена за војне заслуге са великом звездом, Орден партизанске звезде са сребрним венцем, Орден заслуга за народ са сребрним зрацима, Орден народне армије са златном звездом и Орден за храброст.
Од иностраних одликовања се истичу — француски Национални орден Легије части у реду Великог официра, пољски Партизански крст, судански Орден Републике Судан другог реда, италијански Орден за заслуге Републике Италије у реду Великог официра, непалски Орден Гуркове десне руке првог реда, индонежански Поморски орден првог реда, тунишански Орден Републике Тунис другог реда, грчки Орден части другог реда, аустријски Велики сребрни орден са лентом, јордански Орден за војне заслуге првог реда, и црногорски Орден црногорске заставе првог реда.

## Дела
Објавио је следећа дела:
- Морнарица на великим и малим морима. 1975, 1978, 1979. година
- Савремени свијет и наша одбрана. Београд, 1985. година
- Случај Југославија. Подгорица, 2000. година
- Рат у новом столећу. Београд, 2018. година
- Адмирал с Кордуна. Загреб, 2020. година[7]